# Roman Petrovič Romanov
Roman Petrović Romanov (17. října 1896 – 23. října 1978) byl členem ruské carské rodiny a dynastie Romanovců.

## Život
Kníže Roman se narodil 17. října 1896 v carském paláci Petrodvorec blízko Petrohradu jako jediný syn velkoknížete Petra Nikolajeviče a jeho ženy, černohorské princezny Milicy Petrović-Njegoš. Od dětství trpěl onemocněním plic. Sloužil v inženýrském vojsku pod vedením svého otce. Během první světové války sloužil v roce 1916 na Kavkazských frontách pod Nikolajem Nikolajevičem.
Po revoluci žil s rodiči na panství Dulber na Krymu, které vlastnila carská rodina. Zde kníže Roman přežil revoluci a opustil Rusko spolu s ostatními členy rodiny na britské lodi Marlborough. Žil v exilu ve Francii a později v Itálii.

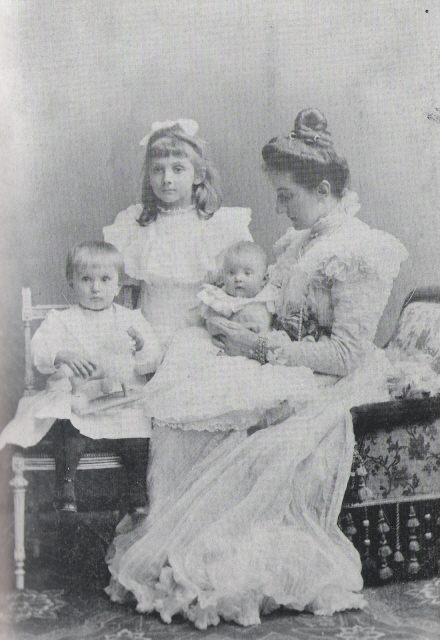
Kníže Roman (nalevo) se svou matkou, princeznou Milicou Černohorskou a sestrami Marinou a Naděždou

### Manželství a děti
16. listopadu 1921 se v Antibes oženil s hraběnkou Praskoviou Šeremetěvou, vnučkou slavného historika, hraběte Sergeje Šeremetěva.
Měli dva syny:
- Mikuláš Romanovič Romanov (26. září 1922 – 15. září 2014), předseda Romanovské rodinné asociace od roku 1989 až do své smrti, ⚭ 1951 hraběnka Sveva della Gherardesca (* 15. července 1930)
- Dimitrij Romanovič Romanov (17. května 1926 – 31. prosince 2016)
⚭ 1959 Jeanne von Kauffmann (1. června 1936 – 13. května 1989)
⚭ 1993 Dorrit Reventlow (* 22. dubna 1942)

### Spory v dynastii
Stejně jako ostatní členové romanovské odnože Nikolajevičů, tak i Roman odmítal uznat Kirilla Vladimiroviče, který se v roce 1924 v exilu svévolně prohlásil imperátorem vší Rusi. Stejně tak měl negativní postoj k Vladimíru Kirilloviči – v roce 1969 jej oficiálně odmítl uznat za hlavu dynastie.

### Konec života
Před druhou světovou válkou se kníže Roman přestěhoval do Itálie, kde prožil zbývající roky. Dne 23. října 1978 zemřel v Římě a je pochován na hřbitově Monte Testaccio.